# Peter Giebler
Peter Giebler (* 23. Mai 1940 in Göppingen) ist ein ehemaliger deutscher Kommunalpolitiker.

## Leben
Der Diplom-Verwaltungswirt Peter Giebler war bis 1977 Kämmerer der Stadt Geislingen an der Steige.
Vom 1. Januar 1978 bis zum 31. Dezember 1991 führte Giebler als Bürgermeister (Beigeordneter) das Dezernat für Finanzen und Wirtschaft der Stadt Heilbronn. 1983 wurde er als Nachfolger von Manfred Weinmann zusätzlich zum Ersten Bürgermeister und Stellvertreter des Oberbürgermeisters ernannt.
Nach Ablauf seiner Amtszeit verließ er Heilbronn. Als Erster Bürgermeister und Stellvertreter des Oberbürgermeisters folgte ihm Werner Grau nach. 1991 wurde Giebler der Ehrenring der Stadt Heilbronn verliehen.
Giebler war Lehrbeauftragter und ab 1988 Honorarprofessor an der Hochschule für öffentliche Verwaltung und Finanzen Ludwigsburg. Von 1991 bis 1993 war er Vorstandsmitglied der Mineralbrunnen Überkingen-Teinach.